# Oreodytes
Oreodytes is een geslacht van kevers uit de familie  waterroofkevers (Dytiscidae).
Het geslacht is voor het eerst wetenschappelijk beschreven in 1887 door Seidlitz.

## Soorten
Het geslacht omvat de volgende soorten:
- Oreodytes abbreviatus (Fall, 1923)
- Oreodytes alaskanus (Fall, 1926)
- Oreodytes alpinus (Paykull, 1798)
- Oreodytes angustior (Hatch, 1928)
- Oreodytes babai (Satô, 1990)
- Oreodytes congruus (LeConte, 1878)
- Oreodytes crassulus (Fall, 1923)
- Oreodytes cryptolineatus Statz, 1939
- Oreodytes dauricus (Motschulsky, 1860)
- Oreodytes davisii (Curtis, 1831)
- Oreodytes humboldtensis Zimmerman, 1985
- Oreodytes jakovlevi (Zaitzev, 1905)
- Oreodytes kanoi (Kamiya, 1938)
- Oreodytes laevis (Kirby, 1837)
- Oreodytes meridionalis Binaghi & Sanfilippo, 1971
- Oreodytes mongolicus (Brinck, 1943)
- Oreodytes natrix (Sharp, 1884)
- Oreodytes obesus (LeConte, 1866)
- Oreodytes okulovi Lafer, 1988
- Oreodytes picturatus (Horn, 1883)
- Oreodytes productotruncatus (Hatch, 1944)
- Oreodytes quadrimaculatus (Horn, 1883)
- Oreodytes rhyacophilus Zimmerman, 1985
- Oreodytes sanmarkii (C.R.Sahlberg, 1826)
- Oreodytes scitulus (LeConte, 1855)
- Oreodytes septentrionalis (Gyllenhal, 1826)
- Oreodytes shorti Shaverdo & Fery, 2006
- Oreodytes sierrae Zimmerman, 1985
- Oreodytes snoqualmie (Hatch, 1933)
- Oreodytes subrotundus (Fall, 1923)